# Saint-Paul-de-Fenouillet
 Saint-Paul-de-Fenouillet (San Pablo de Fenolleda) en francés y oficialmente, Sant Pau de Fenolhet en occitano, es una localidad y comuna francesa, situada en el departamento de Pirineos Orientales, región de Occitania e histórica de Fenolleda. 
La comuna se encuentra en la confluencia del río Agly con el Boulzane.
Sus habitantes reciben el gentilicio de Saint-Paulais en francés.

## Historia
Antiguamente, la localidad recibía el nombre de Sant Pau de Monisat o de Valloles. 
Fue cedida al abad de San Miguel de Cuixá por el conde de Besalú, Bernardo Tallaferro, en el año 1000, para que se edificase en los terrenos una abadía benedictina. Contemporáneamente, quedan de ella la iglesia y el claustro, aunque convertido en patio rodeado por casas.

## Demografía
| 2 436 | 2 635 | 2 531 | 2 350 | 2 214 | 1 858 |
| Para los censos de 1962 a 1999 la población legal corresponde a la población sin duplicidades (Fuente: INSEE [Consultar]) |       |       |       |       |       |

## Lugares de interés
- Los espacios naturales de las Gargantas de Galamus y la Fosa de la Fou.

## Localidades hermanadas
- Calonge,[3] España